# Chihuahua (stat)
Chihuahua este unul din cele 31 de state federale ale Mexicului.  Capitala statului este orașul omonim Chihuahua. 